# Luisenhaus (Dresden)
Das Luisenhaus, das zu DDR-Zeiten als Poliklinik genutzt wurde, ist ein Gebäudekomplex in der Braunsdorfer Straße 13 im Dresdner Stadtteil Löbtau. Es besteht aus einem Vorder- und einem Hintergebäude und zählt zu den Kulturdenkmalen Dresdens.

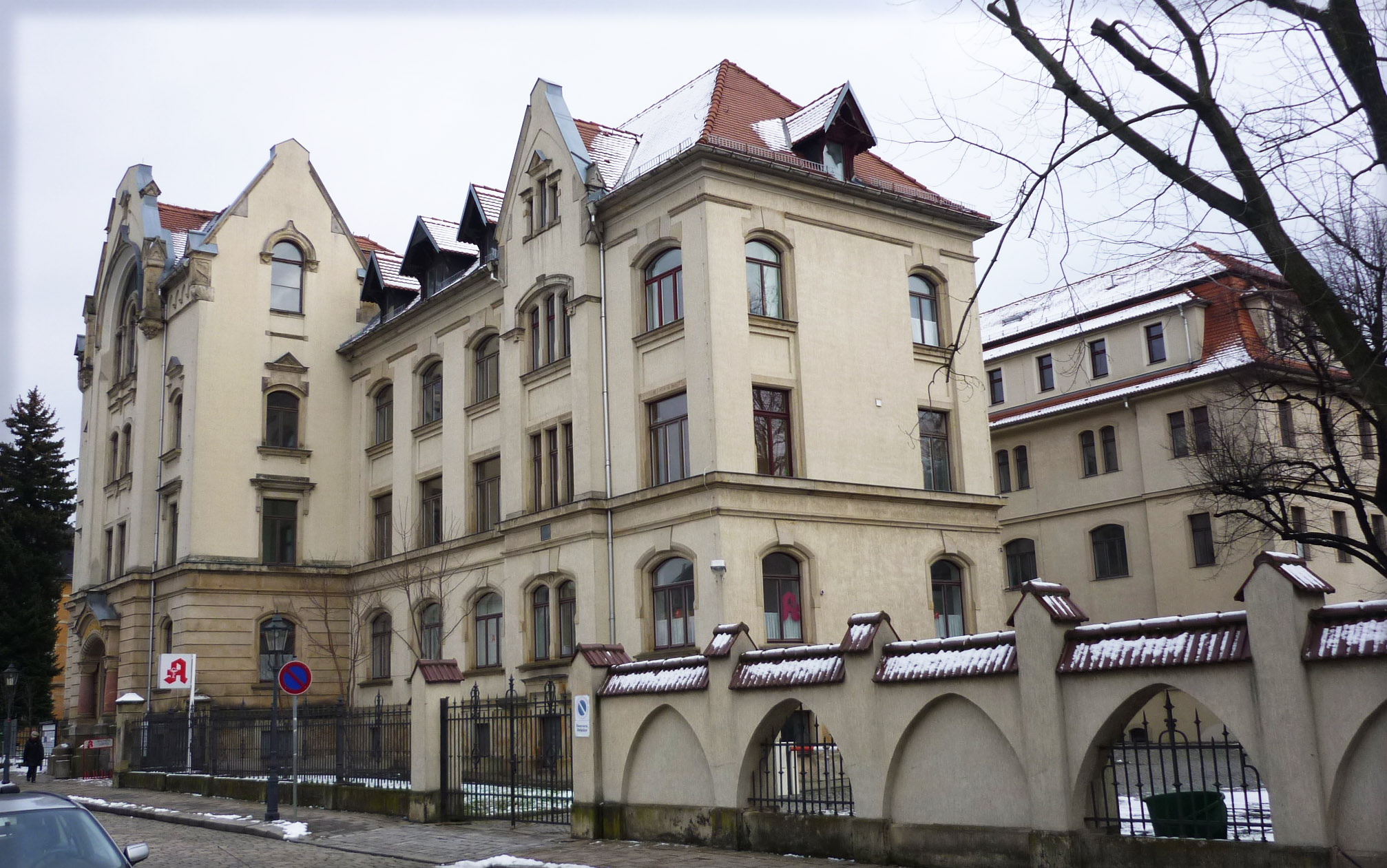
Luisenhaus in Löbtau

## Geschichte
Das Luisenhaus wurde 1898 aus Stiftungsmitteln als Altersheim und Damenstift errichtet. Bis Anfang 1945 diente das Gebäude diesem Zweck. Nach Kriegsende bezog im Mai 1945 die Stadtbezirksverwaltung das Hinterhaus, während im Gebäudeteil an der Braunsdorfer Straße sowjetische Militärangehörige lebten. Nachdem diese 1947/48 das Vorderhaus freigegeben hatten, zog das Stadtbezirks-Gesundheitsamt ein. Bereits zu diesem Zeitpunkt war die Eröffnung einer Poliklinik geplant, doch zunächst wurden im Hinterhaus für etwa ein Jahr dringend benötigte Unterkünfte für Krankenschwestern des Friedrichstädter Krankenhauses eingerichtet.
Die Poliklinik Löbtau wurde am 15. August 1949 eingeweiht. Nach den neu eröffneten Polikliniken Friedrichstadt, Blasewitz und Trachau war sie die vierte im noch stark zerstörten Dresden. In den drei Etagen des Hinterhauses waren zehn Fachabteilungen untergebracht, dazu Labor, Röntgenabteilung, Apotheke usw. Im ersten Jahr betreuten 60 Beschäftigte täglich etwa 500 Patienten. Schnell wurden die Räume im Hinterhaus zu klein und der Ruf nach einer zweiten Poliklinik laut. Da die Poliklinik als eigenständige Ambulanz nicht über genügend Fachärzte verfügte, wurde sie am 1. Juli 1952 an das Krankenhaus Dresden-Friedrichstadt angegliedert. Ab 1959 wurden Abteilungen nach und nach ins Vorderhaus verlegt, Gemeindeschwesternstationen im Gebäude etabliert und Außenstellen eingerichtet, meist in Praxen ausgeschiedener Ärzte. Zu diesen Außenstellen gehörten beispielsweise das 1958 eröffnete Kurbad in der Deubener Straße 25, die Praxis in der Alfred-Thiele-Straße 8 (ab 6. September 1973) sowie in den letzten DDR-Jahren die allgemeinärztliche Praxis in der Malterstraße 45. Die Zahl der Poliklinik-Mitarbeiter stieg auf 115 im Jahr 1969 und mehr als 260 im Jahr 1973. Im Jahr 1969 wurde die Poliklinik wieder zur eigenständigen Einrichtung erklärt.
Nach dem politischen Umbruch und der Neuordnung der medizinischen Versorgung ließ die Stadt Dresden (Amt für Gesundheit und Soziales) zwischen 1991 und 1993 das Luisenhaus für 8 Millionen DM umfassend sanieren und zu einem Gesundheitszentrum umgestalten. Heute nutzen eine Apotheke, mehrere niedergelassene Ärzte, Fußpflege-, Physiotherapie-, Heilpraktiker- und Kosmetikpraxen sowie verschiedene psychologisch-medizinische Beratungsstellen der Stadtverwaltung die frühere Poliklinik. Der Arbeiter-Samariter-Bund (ASB) betreibt im ehemaligen Luisenhaus die Seniorenbegegnungsstätte „Luise“. Seit November 1992 existiert zudem eine Rettungswache auf dem Gelände, bis 2010 betrieben durch den Rettungsdienst des ASB, seitdem durch die Malteser. Die Zufahrt befindet sich auf der Grumbacher Straße 28.